# Pistolet AMT Government
AMT Government – produkowany przez zakłady Arcadia Machine & Tool klon pistoletu Colt M1911. W odróżnieniu od oryginału wykonywany wyłącznie ze stali nierdzewnej i był wyposażony w spust szkieletowy. Pistolet był do 1985 roku sprzedawany jako Combat Government.

## Wersje
- Government – wersja ze stałymi przyrządami celowniczymi.
- Skipper – wersja kompaktowa z lufą długości 102 mm (produkowana w latach 1980 – 1984) .
- Hardballer – wersja sportowa z regulowaną szczerbiną.
- Hardballer Longslide – wersja sportowa z lufą długości 178 mm, o długości całkowitej 266 mm. Dzięki wydłużeniu lufy i zamka długość linii celowniczej wzrosła do 220 mm.
- Commando – produkowana od 2000 roku wersja kalibru .40 S&W. Jest to ośmiostrzałowy pistolet o długości całkowitej 195 mm, lufie długości 102 mm i masie 1020 g.